# Glen Burtnik
Glen Burtnik (Irvington, 8 aprile 1955) è un cantante, compositore e polistrumentista statunitense noto per aver fatto parte della rock band Styx.

## Biografia
Burtnik è originario di North Brunswick, New Jersey, che si trova nella contea di Middlesex.
Entrato a far parte degli Styx nel 1989, prese parte all'album di successo Edge of the Century, dove fu anche autore di due brani. Nel 1992 gli Styx si sciolsero di nuovo, dopo essere stati attivi solo per tre anni dalla loro precedente rottura. Gli Styx si riformarono nel 1995, ma Burtnik non si unì perché tornò Tommy Shaw, mettendo fine al supergruppo Damn Yankees.
Burtnik rientra a far parte del gruppo alla fine del 1999, stavolta in qualità di bassista, poiché il membro originale Chuck Panozzo non poteva più suonare "a tempo pieno" a causa di problemi di salute. 
Ha inciso con la band l'album Cyclorama nel 2003, conducendo in due canzoni. La canzone di Burtnik Kiss Your Ass Goodbye è stata composta e registrata prima di Cyclorama, ma è stata registrata di nuovo e l'hanno inserita nell'album. Burtnik ha anche guidato la canzone Killing the Thing That You Love e ha condiviso le parti vocali con Shaw in Yes I Can. Burtnik se ne andò un anno dopo, nel 2004, venendo sostituito da Ricky Phillips.
Nel 1989, Burtnik ha eseguito la canzone Not So Far Away per il film Bill & Ted's Excellent Adventure.
Una delle sue canzoni, Face in the Mirror, è stata utilizzata in una serie di spot televisivi per i rasoi elettrici Philishave negli anni '90. Burtnik ha ufficialmente lasciato Styx nel 2003, perché voleva essere più vicino a casa.
Nel 2006, Dennis DeYoung gli ha chiesto di far parte della sua band per alcuni concerti, per aiutare a promuovere il suo CD One Hundred Years from Now, che è stato pubblicato in Canada nel 2007 e negli Stati Uniti nel 2009. Burtnik ha suonato con DeYoung parte del materiale scritto con gli Styx durante l'album Edge of the Century, tra cui Love Is the Ritual e Edge of the Century.
Burtnik e la sua famiglia sono apparsi nell'episodio della prima stagione del 16 ottobre 2006 del programma di Discovery Channel, It Takes a Thief. Durante la seconda stagione Burtnik e la sua famiglia sono state le "vittime" di una rapina inscenata.
Dal 2009, si esibisce con l'Orchestra, sostituendo Kelly Groucutt al basso.
Xmas Xtravaganza di Glen Burtnik è un concerto che si tiene regolarmente nel periodo natalizio, per aiutare i banchi alimentari della zona e altri importanti enti di beneficenza. Lo spettacolo è cresciuto ogni anno, evolvendosi in una tradizione dell'area di New York-New Jersey. Presenta un cast che cambia di anno in anno, ma in passato ha incluso Phoebe Snow, Marshall Crenshaw, Idina Menzel, Freedy Johnston, John Waite, tra gli altri. Lo spettacolo del 2008 ha visto la partecipazione di oltre 100 artisti.
Lo spettacolo del 2010 è stato messo in scena al Count Basie Theatre di Red Bank, nel New Jersey.

## Discografia

### Solista
- 1986 - Talking in Code
- 1987 - Glenn Burtnik
- 1996 - Retrospectacle
- 2004 - Welcome to Hollywood
- 2005 - Solo

### Con gli Styx
- 1990 - Egde of the Century
- 2003 - Cyclorama